# انتاریو شمال خاوری
انتاریو شمال خاوری (به انگلیسی: Northeastern Ontario) یک عوارض جغرافیایی در کانادا است که در انتاریو واقع شده‌است.

## خصوصیات
انتاریو شمال خاوری ۲۶۶٬۸۰۲٫۳۷ کیلومترمربع مساحت و ۵۰۸٬۹۸۲ نفر جمعیت دارد.